# Євматій Філокал
Євматій Філокал (д/н — після 1118) — державний та військовий діяч, дипломат Візантійської імперії.

## Життєпис
Походив з роду константинопольської бюрократії Філокалів. Про його батьків замало відомостей. Невідомо, ким доводилися Євматію протоновессіліми Манул та Михайло Філокали, які обіймали посади препозита каніклія та епарха Константинополя відповідно. За різними версіями, могли доводитися братами, батьком і стрийком Євматія. У 1080-х роках він отримав титул протоспафарія та посаду хризотріклінія, згодом обіймав посаду претора поєднаної феми Еллада і Пелопоннес.
У 1090 році очолив посольство до Угорщини, де домовився про союз між державами, який було закріплено угодою про шлюб угорської принцеси Пірошки зі спадкоємцем візантійського трону Іоанном. По поверненню у 1093 році призначено стратопедархом і дукою феми Кіпр. Під час своєї каденції зміцнив владу імператора на острові. У 1099 році відбив спробу пізанського флоту захопити його. Водночас відзначився жорстким збиранням податків. Також Філокал забезпечував дипломатичний зв'язок між Раймундом IV, графом Тулузи, й візантійським імператором Олексієм I. Завдяки цьому візантійцям вдалося захопити міста-фортеці Мараклею і Валан у Лівані.
У 1102 році спрямував першому необхідне військове обладнання для більш успішної облоги міста Триполі. При підтримці дуки граф Раймунд IV спорудив фортецю Мон Пелерин. У 1109 році призначається дукою феми Фракісій. На цій посаді відновив місто Адраміттій, відбив напади на Смірну та Філадельфію. Його війська завдали кочовим туркам (туркменам) поразок у битвах при Лампе та Келбіаносі (1109 рік), Німфеї (1110 рік), а потім біля річки Меандр у 1111 році. Невдовзі знову призначається дукою Кіпру з титулом магістра і куропалата.
Керуючи Кіпром, забезпечив створення необхідних баз для військового флоту, який здійснював походи до Єгипту та на підтримку Єрусалимського королівства. Тоді ж отримує титул протоновессіліма. У 1118 році призначено мегадуксом (командувачем усього флотом) з титулом пансебаста-себаста. Подальша доля невідома.